# 2 Pułk Moździerzy

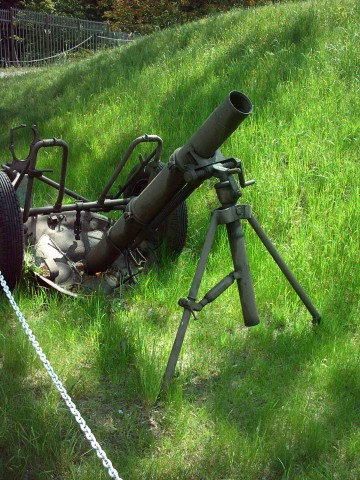
120 mm moździerz wz. 1938

2 Sudecki pułk moździerzy – oddział artylerii ludowego Wojska Polskiego
Sformowany 15 lipca 1944 w okolicach Berdyczowa, według etatu 08/510. Zaprzysiężenia dokonano 23 października 1944 roku we wsi Janów.

## Dowództwo pułku
Obsada okresu wojny :
- dowódca – ppłk Andrzej Izmaiłow
- zastępca do spraw liniowych:

mjr Leonid Wasilenko
mjr Wasyl Tabunszczikow
- zastępca do spraw polityczno-wychowawczych:

por. Leon Karpikiewicz
kpt. Tadeusz Malewiak
- szef sztabu:

kpt. Władysław Galiński
mjr Akim Asakow
p.o. por. Stefan Przyźnienko
mjr Wasyl Sznitow

## Struktura i wyposażenie pułku
- dowództwo
- sztab
  - bateria sztabowa (w składzie: pluton zwiadu, pluton łączności, pluton topograficzny oraz drużyna gospodarcza)
- kwatermistrzostwo
  - bateria parkowa (w składzie: pluton remontowy, pluton transportowy, pluton obsługi technicznej i drużyna gospodarcza)
  - punkt pomocy medycznej
  - warsztat artyleryjsko-techniczny
  - warsztat mundurowy
- 1 dywizjon moździerzy
  - bateria dowodzenia
    - pluton łączności
    - pluton zaopatrzenia bojowego
    - drużyna zwiadu
    - drużyna topograficzna
    - drużyna gospodarcza

  - trzy (zmotoryzowane) baterie moździerzy, w każdej z nich:
    - pluton dowodzenia
    - 2 plutony moździerzy (każdy po 3 moździerze pułkowe kal. 120 mm wz. 1941)
- 2 dywizjon moździerzy
  - bateria dowodzenia
    - pluton łączności
    - pluton zaopatrzenia bojowego
    - drużyna zwiadu
    - drużyna topograficzna
    - drużyna gospodarcza

  - trzy (zmotoryzowane) baterie moździerzy, w każdej z nich:
    - pluton dowodzenia
    - 2 plutony moździerzy (każdy po 3 moździerze pułkowe kal. 120 mm wz. 1941)